# Campionati africani di nuoto 2010
I X Campionati africani di nuoto si sono svolti dal 13 al 19 settembre 2010 a Casablanca, Marocco.

## Discipline
In programma, complessivamente, si sono svolte 42 gare di nuoto e 2 di nuoto di fondo, per un complessivo di 44 eventi.
| Disciplina     | Masc. | Femm. | Tot. |
| -------------- | ----- | ----- | ---- |
| Nuoto          | 19    | 19    | 38   |
| Nuoto di fondo | 1     | 1     | 2    |
| Totale         | 20    | 20    | 40   |

## Sedi di gara
Le competizioni di nuoto si sono svolte presso il Complesso sportivo Mohammed V Sport Complex (in francese Complexe sportif Mohammed V) di Casablanca, mentre le gare di nuoto di fondo presso la spiaggia Sidi Abbed a Temara.

## Paesi partecipanti
Presero parte alla competizione atleti provenienti da 21 distinti Paesi.
- Algeria
- Angola
- Benin
- Camerun[1]
- Rep. del Congo
- Costa d'Avorio
- Egitto

- Ghana
- Guinea
- Kenya
- Lesotho
- Libia
- Madagascar
- Mauritius

- Marocco
- Namibia
- Niger
- Nigeria
- Senegal
- Sudafrica
- Tunisia

## Medagliere
| Posizione | Paese     | Oro | Argento | Bronzo | Totale |
| --------- | --------- | --- | ------- | ------ | ------ |
| 1         | Sudafrica | 27  | 16      | 16     | 59     |
| 2         | Tunisia   | 3   | 10      | 5      | 18     |
| 3         | Algeria   | 3   | 4       | 4      | 11     |
| 4         | Kenya     | 3   | 2       | 1      | 6      |
| 5         | Egitto    | 2   | 4       | 12     | 18     |
| 6         | Marocco   | 2   | 3       | 1      | 6      |
| Totale    | Totale    | 42  | 42      | 42     | 126    |